# 2MASS J1119–1137
2MASS J 1119-1137 é um exoplaneta interestelar que tem cerca de quatro a oito vezes a massa de Júpiter. Ele está localizado cerca de 95 anos-luz de distância da Terra e tem uma idade de cerca de 10 milhões de anos. O planeta também seria parte da associação TW Hydrae.
Sua descoberta foi anunciada em 06 de abril de 2016 pelo Instituto Carnegie para a Ciência e Western University de Ontário, Canadá.